# (26970) Eliáš
(26970) Eliáš – planetoida z grupy pasa głównego asteroid okrążająca Słońce w ciągu 4 lat i 313 dni w średniej odległości 2,87 j.a. Została odkryta 23 września 1997 roku w obserwatorium astronomicznym w Ondřejovie przez Petra Pravca. Nazwa planetoidy pochodzi od Mojmíra Eliáša (1932–2002), czeskiego geologa. Przed jej nadaniem planetoida nosiła oznaczenie tymczasowe (26970) 1997 SE2.